# Agorakrit
Agorakrit (grško Ἀγοράκριτος, konec 5. stoletja pred našim štetjem) je bil slaven kipar v antični Grčiji. 

## Življenje
Agorakrit se je rodil na otoku Parosu, ki je cvetel od približno 85 do 88 olimpijade, to je od približno 436 do 424 pr. n. št.  Bil je učenec kiparja Fidije.
Omenjeni so le štirje od Agorakritovih del: kip Zevsa in Atene Itonie v templju te boginje v Atenah; kip, verjetno Kibele, v templju velike boginje v Atenah in Nemeza iz Ramnusa. O tem zadnjem delu je bilo veliko razprav. Plinijev zapis pravi, da se je Agorakrit srečal z Alkamenom (drugim uglednim Fidijevim učencem) ob kipu Venere in da so Atenci zelo pristransko do svojega rojaka, zmago priznali Alkamenu. Agorakrit, ki je bil ogorčen zaradi poraza, je svojo Venero spremenil v Nemezo (boginjo kaznovanja ali maščevanja) in jo prodal ljudem v Rhamnus, pod pogojem, da ga v Atenah nikoli ne bi smeli postaviti.
Pavzanias, ne da bi govoril o Agorakritu pravi, da je Nemeza iz Rhamnusa delo Fidije in je bila izdelana iz bloka paroškega marmorja, ki so ga prinesli Perzijci pod Datisom in Artafernom z namenom, da bi postavila spomenik.  Ta opis pa je bil v veliki meri zavrnjen, ker je vključeval zmedo idej, ki so jih Grki povezali z boginjo Nemezo. Kip poleg tega ni bil iz paroškega, ampak pentelikonskega marmorja. Strabon, Janez Ceces, Suda in Fotij I. imajo drugačno mnenje o tem, kako govoriti o tem kipu.  Zdi se na splošno dogovorjeno, da je Plinijev zapis pravilen v večini podrobnosti in da je prišlo do različnih razprav o tem, kako bi se kip Venerine spremenil v enega od Nemeze. 
Že v začetku 20. stoletja so bili deli glave kipa v Britanskem muzeju; nekateri fragmenti reliefov, ki so krasili podstavek, so bili v muzeju v Atenah. Do začetka 21. stoletja je bilo dovolj obnovljenih fragmentov (vključno z bazo), da je bila v Rhamnusu izdelana delna rekonstrukcija Agorakritove Nemeze. Ta je prikazana kako drži jabolčno vejico in patero in nosi krono, okrašeno z jeleni. Baza upodablja Ledo, ki predstavlja Heleno špartanskemu kralju Tindareju.
Agorakrit je tudi lik (prodajalec klobas) v grški drami, Aristofanovih Vitezih.